# Drapeau en berne

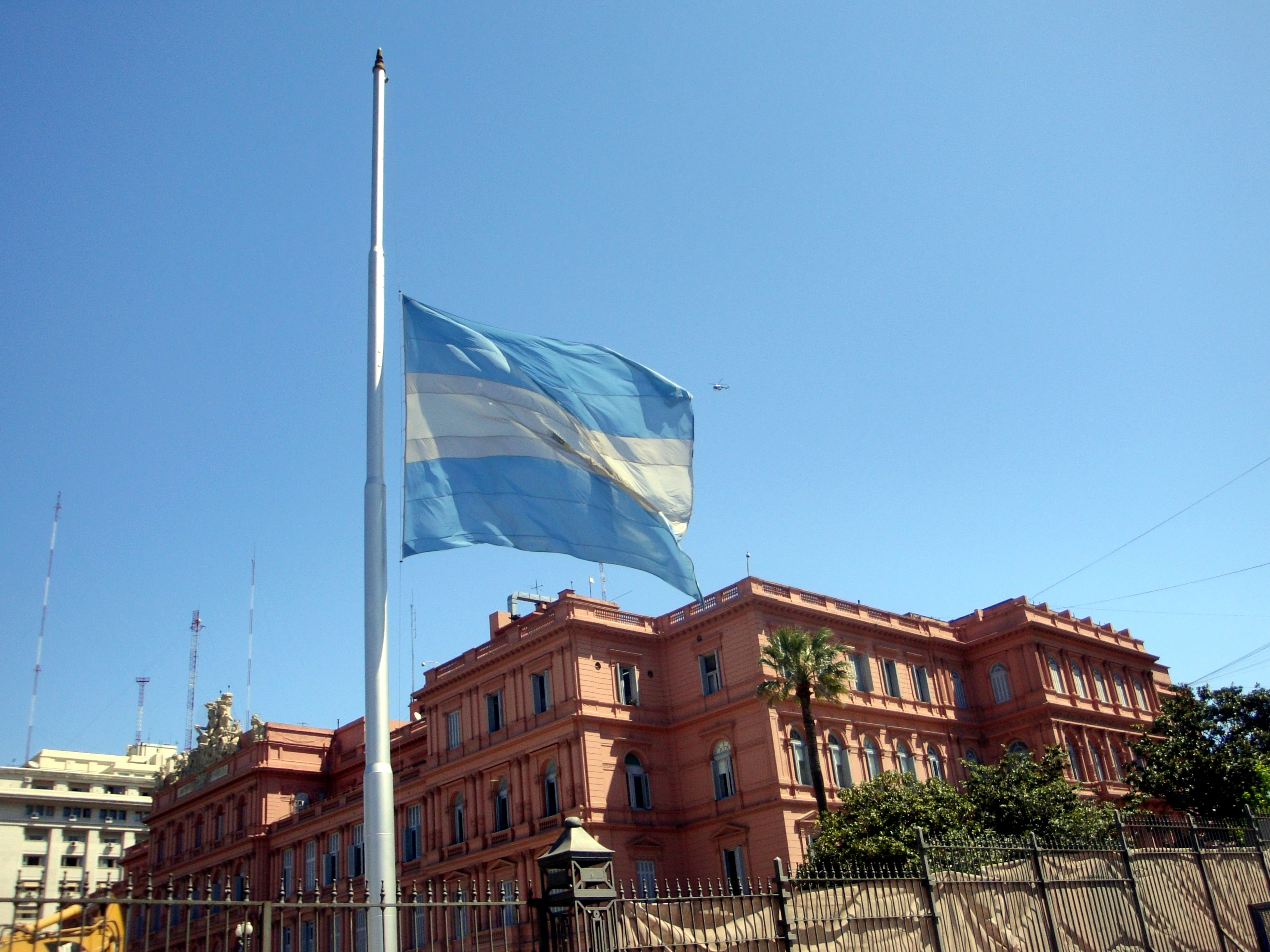
Drapeau argentin en berne après la mort du président Néstor Kirchner en 2010.

Un drapeau en berne est un drapeau maintenu à mi-hauteur de son mât dans des circonstances particulières, deuil national, hommage, ou tragédie, à la suite de la décision d'un État ou d'une organisation s'occupant de commémoration. 
Le drapeau est d'abord hissé en haut de son mât puis abaissé à mi-hauteur ou juste hors d'atteinte. En principe, les autres drapeaux sont également mis en berne ou complètement retirés. Si cette hampe est trop petite pour baisser le drapeau de manière suffisante (le drapeau ne devant pas toucher le sol) ou si le mât n'est pas muni d'une drisse et de poulies, le drapeau peut être complété par un ruban arborant la couleur du deuil (en général le noir) au sommet de la hampe, voire retiré et remplacé par un voile noir.

## Exemples

### Arabie saoudite

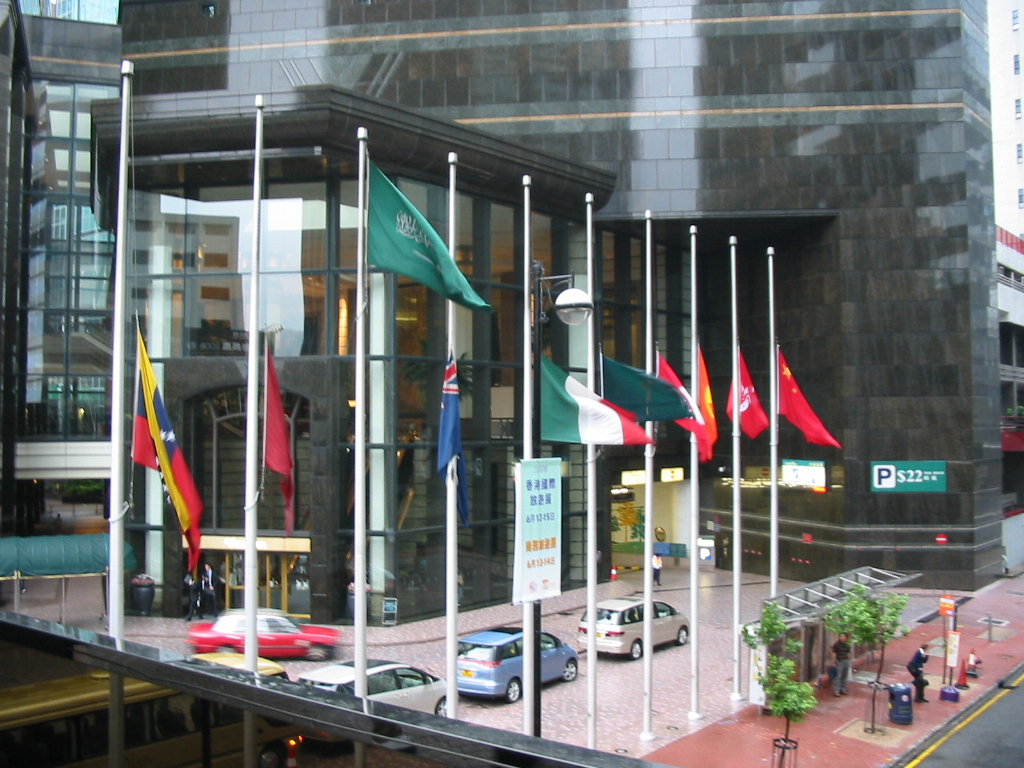
Le drapeau de l'Arabie saoudite n'est jamais mis en berne.

Le drapeau de l'Arabie saoudite est l'exception parmi les drapeaux nationaux puisqu'il n'est jamais mis en berne du fait qu'il porte la Chahada symbolisant l'unicité d'Allah : le drapeau reste en haut de son mât aux temps de deuil, même lors de la mort d'un roi d'Arabie saoudite.

### Belgique
En Belgique, le drapeau national est mis en berne à la mort du Roi, de la Reine, d'un ancien Roi ou d'une ancienne Reine, ou lorsque le gouvernement déclare un deuil national (lors d’une grande catastrophe par exemple).

### Canada
Le drapeau du Canada est mis en berne dans les occasions suivantes :
- la mort du monarque, du temps de l'annonce jusqu'au coucher du soleil le jour des funérailles, mais le drapeau est hissé en haut de son mât le jour de la proclamation ;
- la mort en mandat d'un gouverneur général ou d'un Premier ministre du Canada, du temps de l'annonce jusqu'au coucher du soleil le jour des funérailles ;
- la mort d'un membre de la famille royale, d'un ancien gouverneur général, d'un juge en chef actuel, d'un ministre de la Couronne actuel, ou d'un ancien Premier ministre, du temps de l'annonce jusqu'au coucher du soleil le jour des funérailles. S'il y a une messe du souvenir, le drapeau est mis en berne du temps de l'annonce jusqu'au coucher du soleil le lendemain et du lever du soleil jusqu'au coucher du soleil le jour de la messe ;
- la mort d'un agent de police en service ;
- le 28 avril (jour national du deuil pour les personnes tuées ou blessées au travail) ;
- le 23 juin (jour national du souvenir pour les victimes du terrorisme) ;
- le dernier dimanche du septembre (jour national du souvenir pour les agents de police) ;
- le 11 novembre (le jour du Souvenir) ;
- le 6 décembre (journée nationale de commémoration et d'action contre la violence faite aux femmes).

### États-Unis

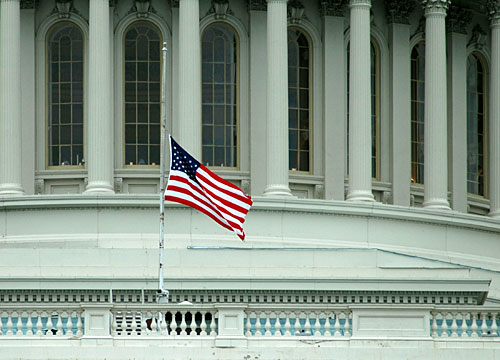
Le drapeau américain en berne à l'extérieur du Capitole après la mort de Ronald Reagan en 2004.

Le drapeau des États-Unis peut être mis en berne sur décision du président en cas de décès des figures principales du gouvernement des États-Unis. Mais puisque selon le droit fédéral, les drapeaux des États, des cités, des localités et sociétés, ne sont jamais mis au-dessus du drapeau des États-Unis, ils sont tous mis en berne en même temps que lui.
Les gouverneurs des États ou des territoires des États-Unis sont autorisés par le droit fédéral à ordonner que tous les drapeaux nationaux et régionaux dans leur juridiction soient mis en berne en cas de mort d'un officiel (ancien ou actuel) ou d'un membre des forces armées.
Selon le droit fédéral, et par décision présidentielle, il est prévu que le drapeau des États-Unis soit mis en berne dans les circonstances suivantes :
- durant trente jours après la mort d'un président ou d'un président élu (actuel ou ancien), comme aux funérailles de Gerald Ford ;
- durant dix jours après la mort d'un vice-président actuel, d'un juge en chef actuel ou retraité, ou d'un président de la Chambre des représentants actuel ;
- le jour de la mort et le lendemain pour un membre du Congrès ;
- le Memorial Day jusqu'à midi.
- la mort de 5 policiers après la fusillade à Dallas en 2016.
- la mort de plus de 50 personnes et plus de 500 personnes blessées après la fusillade de Las Vegas le 2 octobre 2017.

### France

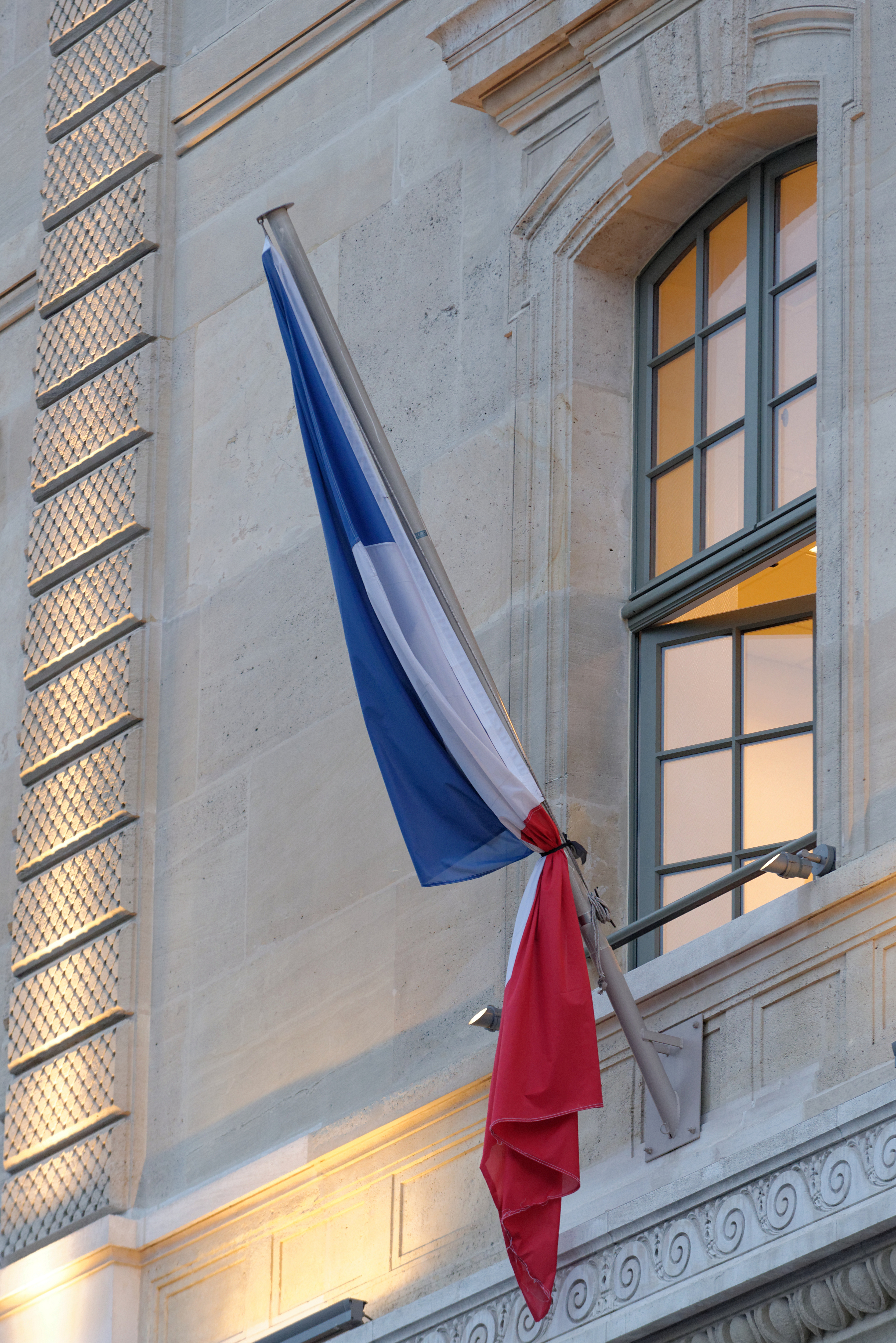
Drapeau français en berne à la préfecture de police de Paris le 8 janvier 2015, en hommage aux victimes de l'attentat contre Charlie Hebdo.

Les textes ne prévoient la mise en berne systématique du drapeau de la France que pour la mort d'un président de la République,. 
En pratique, la mise en berne peut être ordonnée dans deux cas : le deuil national, d'une part, et l'hommage national, d'autre part. Le deuil national est décidé par décret du président de la République qui déclare une ou plusieurs dates jours de deuil. À la suite du décret, une circulaire organise les journées et, dans ce cadre, donne l'ordre de mettre les drapeaux en berne et fixe le nombre de jours pendant lesquels ils doivent le rester. L'hommage national est décidé par le président de la République mais, au contraire du deuil national, ne l'est pas par décret. À la suite de la décision, la ou les journées sont organisées, soit par une circulaire du ministre de l'Intérieur à destination des préfets, soit par une instruction du secrétariat général du Gouvernement au nom du Premier ministre. C'est la circulaire ou l'instruction qui prescrit la mise en berne des drapeaux et le nombre de jours pendant lesquels ils doivent le rester.
La mise en berne des drapeaux a notamment été ordonnée dans les cas suivants :
- 1953 : en mars, après la mort du dirigeant soviétique Joseph Staline, survenue le 5 mars[10],[6],[12].
- 1958 : en octobre, après la mort du pape Pie XII, survenue le 9 octobre[10],[6],[12].
- 1963 : en juin, après la mort du pape Jean XXIII, survenue le 3 juin[10],[6],[12].
- 1975 : à la mort du dictateur espagnol Francisco Franco en novembre, Valéry Giscard d'Estaing envoie ses condoléances à Juan Carlos Ier et met les drapeaux des ministères en berne[13].
- 1978 : après la mort du pape Jean-Paul Ier, survenue le 28 septembre[10],[12].
- 1996 : le jeudi 11 janvier, journée de deuil national, à la suite de la mort de l'ancien président de la République, François Mitterrand, survenue le 8 janvier[9],[14].
- 2001 : du mercredi 12 au samedi 15 septembre, quatre jours de mise en berne des drapeaux[13] à la suite des attentats du 11 septembre[9],[15],[12].
- 2004 : en mars, à la suite des attentats du 11 mars à Madrid[6],[12].
- 2004 : en avril, pour le 10e anniversaire du génocide au Rwanda[10],[6],[12].
- 2004 : en juin, après la mort du président américain Ronald Reagan[10],[6],[12].
- 2005 : en avril, après la mort du pape Jean-Paul II, survenue le 2 avril[10],[6],[12].
- 2009 : après le crash du vol Paris-Rio[16].
- 2013 : en décembre après la mort du dirigeant sud-africain Nelson Mandela[10],[6].
- 2014 : du lundi 28 au mercredi 30 juillet, trois jours de mise en berne des drapeaux à la suite de l'écrasement du vol 5017 Air Algérie au Mali où 54 français trouvent la mort[16].
- 2014 : du vendredi 26 au dimanche 28 septembre, trois jours de mise en berne des drapeaux à la suite de la décapitation du français Hervé Gourdel le 23 septembre en Algérie[17].
- 2015 : du jeudi 8 au samedi 10 janvier, trois jours de mise en berne des drapeaux à la suite de l'attentat contre Charlie Hebdo du 7 janvier[9],[18]. Cette mise en berne est prolongée jusqu'au dimanche 11 janvier inclus en hommage aux victimes de l'attentat contre l'Hyper Cacher le 9 janvier[19].
- 2015 : du dimanche 15 au mardi 17 novembre, trois jours de mise en berne des drapeaux à la suite des attentats du 13 novembre en Île-de-France[9],[20].
- 2016 : du mardi 22 mars au vendredi 25 mars, trois jours de mise en berne des drapeaux à la suite des attentats du 22 mars à Bruxelles (Belgique)[21].
- 2016 : du samedi 16 juillet au lundi 18 juillet, trois jours de mise en berne des drapeaux à la suite de l'attentat du 14 juillet à Nice[9],[22].
- 2019 : le lundi 30 septembre, journée de deuil national, à la suite de la mort de l'ancien président de la République, Jacques Chirac, survenue le 26 septembre[9],[23].
- 2020 : mercredi 21 octobre à la suite de l'assassinat de Samuel Paty[24].
- 2020 : le mercredi 9 décembre, journée de deuil national, à la suite de la mort de l'ancien président de la République, Valéry Giscard d'Estaing, survenue le 2 décembre[9],[25].
- 2022 : vendredi 9 septembre, après la mort de la reine du Royaume-Uni Élisabeth II, ainsi que le lundi 19 septembre pour son inhumation[10].
- 2024 : le lundi 23 décembre, journée de deuil national, en hommage aux victimes du cyclone Chido ayant ravagé Mayotte le 14 décembre[26].
- 2025 : le samedi 26 avril, à l'occasion des funérailles du pape François, mort le 21 avril[27].

Mise en berne :
- sur mât — les couleurs sont mises à mi-mât ;
- sur hampe — sur support en pavoisement d'un bâtiment, le drapeau est attaché à mi-hampe par un ruban noir (cf. photographie) ;
- drapeau de prestige — porte drapeau ou sur socle, une cravate noire de deuil est attachée sous la lance.

### Pays-Bas

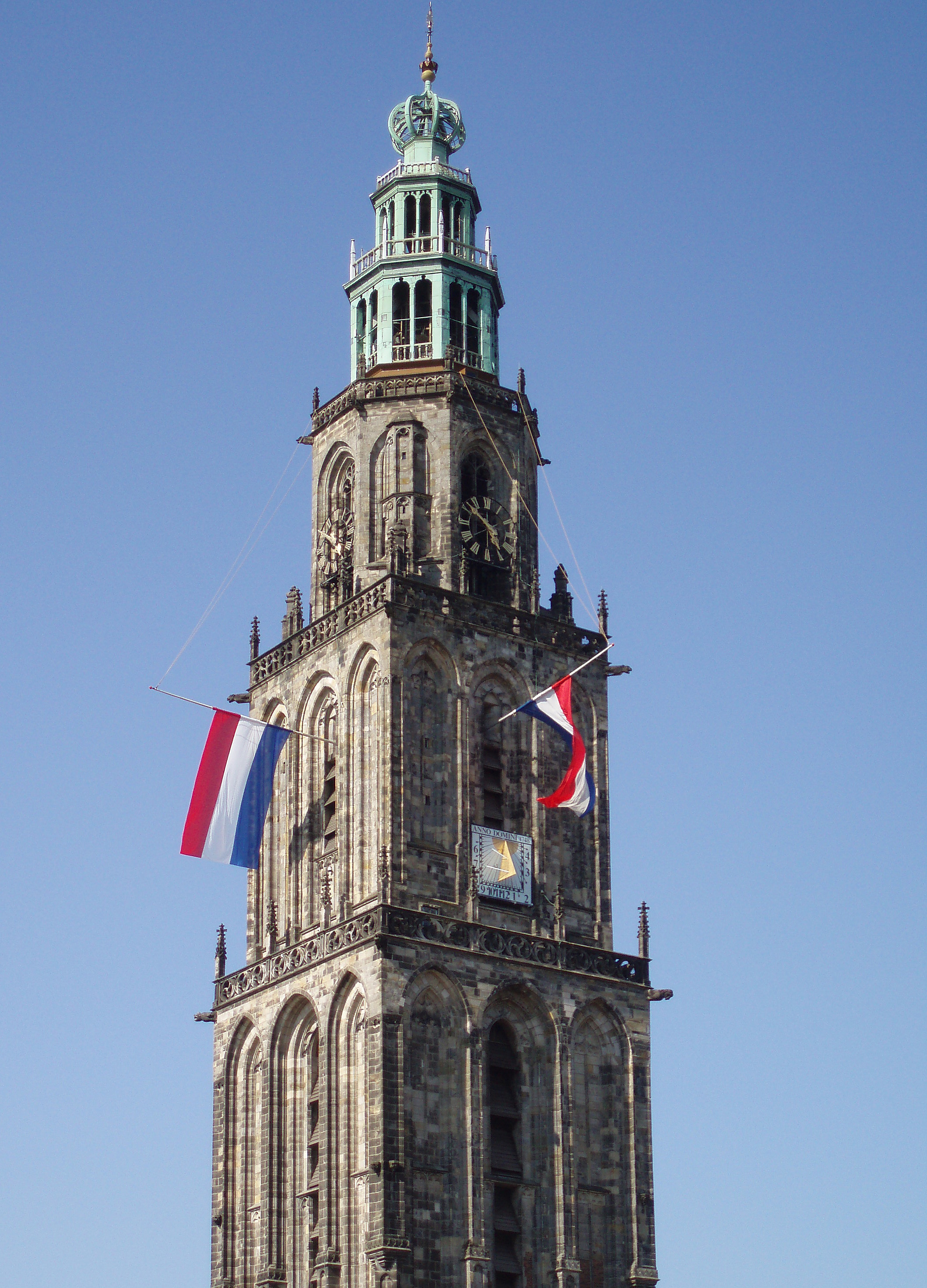
Drapeau des Pays-Bas en berne le 4 mai 2007.

Aux Pays-Bas, le drapeau est mis en berne lors des événements suivants :
- lors de la journée nationale du Souvenir se tenant le 4 mai et commémorant les victimes civiles et militaires mortes au cours de conflits armés depuis l'éclatement de la Seconde Guerre mondiale[28] ;
- à la mort d'un membre de la famille royale ;
- en 2014 : par ordre du gouvernement néerlandais, sous les ordres du Premier ministre, le drapeau est mis en berne après le crash du vol 17 Malaysia Airlines dans lequel sont morts 193 citoyens néerlandais.

### Royaume-Uni
Le drapeau du Royaume-Uni est mis en berne aux deux-tiers du mât, avec au moins la largeur du drapeau entre le haut du drapeau et le haut du mât, après décision du Département de la Culture, des Médias et du Sport et ordre du monarque. Le drapeau peut être mis en berne sur un bâtiment gouvernemental principalement les jours suivants :
- de l'annonce de la mort du monarque jusqu'à ses funérailles, sauf le Proclamation Day, quand les drapeaux sont hissés en haut de leurs mâts, de 11 heures jusqu'au coucher du soleil ;
- les funérailles des membres de la famille royale ;
- les funérailles des chefs d'État étrangers ;
- les funérailles des Premiers ministres et des anciens Premiers ministres du Royaume-Uni[29] ;
- des attentats (attentats du 7 juillet 2005 à Londres, attentat du 22 mai 2017 à Manchester, attentats du 3 juin 2017 à Londres).

L'étendard royal du Royaume-Uni fait exception. Étant le symbole de la continuité de la monarchie, il n'est jamais mis en berne, même à la suite de la mort d'un monarque, car son héritier lui succède immédiatement au titre.